# ソドム (バンド)
ソドム（SODOM）は、ドイツ出身のスラッシュメタル・バンド。
ジャーマン・スラッシュの代表格であり、日本では「クリーター」「デストラクション」と共に認知されている。デビュー以来3人組のスタイルを頑なに守ってきたが、2018年から4人編成に移行した。トム・エンジェルリッパーを除き、メンバーチェンジが非常に多いバンドである。

## 略歴

### 1980年代

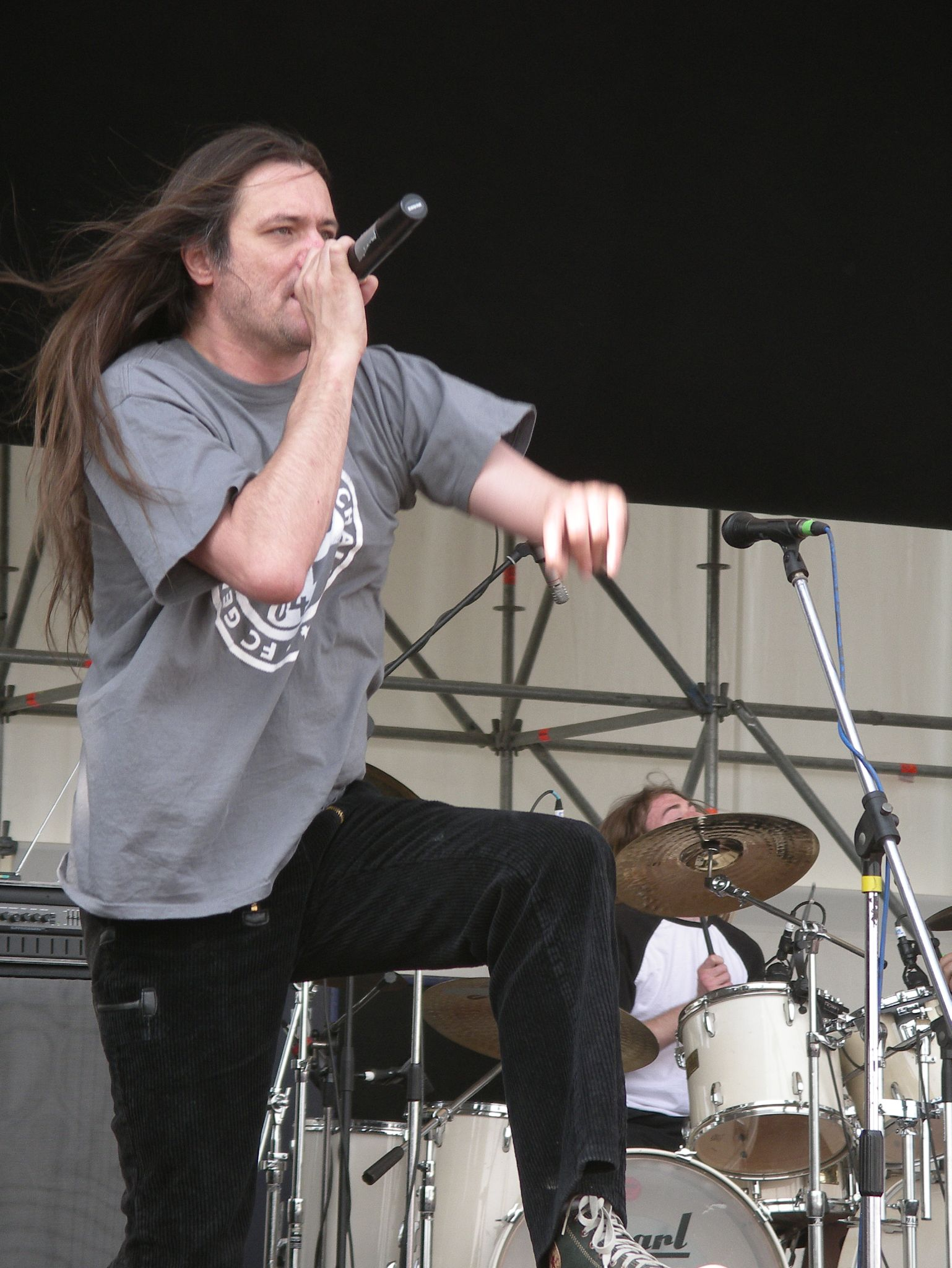
主宰トム・エンジェルリッパー(Vo/B) 2005年

- 1981年、トム・エンジェルリッパー(Vo/B)、アグレッサー(G)、ライナー・フォッケ(Ds)により結成される。
- 1982年、フォッケが脱退し、クリス・ウィッチハンター(Ds)が加入。
- 1983年、デモテープ『Witching Metal』をリリース。
- 1984年、デモテープ『Victims of Death』をリリース。アグレッサーが脱退し、グレイヴ・ヴァイオレイターが新ギタリストとして加入。西ドイツのインディペンデント・レーベルSteamhammerと契約する。
- 1984年、5曲入りEP『イン・ザ・サイン・オブ・イーヴィル - In The Sign Of Evil - 』をリリース。グレイヴが脱退し、デストラクターが新ギタリストとして加入。
- 1985年、1stアルバム『オブセスド・バイ・クルエルティ - Obsessed By Cruelty - 』をリリース。本アルバムまではブラックメタルの要素が強い音楽性である。後にデストラクターが脱退（その後、クリーターに加入）。
- 1986年、新ギタリストとしてフランク・ブラックファイアが加入。3曲入りEP『エクスパース・オブ・ソドミィ - Expurse Of Sodomy - 』をリリース。本アルバムから本格的にスラッシュメタルのサウンドとなる。クリーター、ダーク・エンジェルとともにヨーロッパツアーを行う。
- 1987年、2ndアルバム『パーセキューション・マニア - Persecution Mania - 』をリリース。
- 1988年、ライブアルバム『モータル・ウェイ・オブ・ライヴ - Mortal Way Of Live - 』をリリース。
- 1989年、3rdアルバム『エージェント・オレンジ - Agent Orange - 』をリリースし。西ドイツのナショナルチャートの37位にランクインし、ドイツ国内で10万枚の売り上げを記録する。フランクが脱退（その後、クリーターに加入）。後任に、元アサシンのマイケル・ホフマンが新ギタリストとして加入。

### 1990年代
- 1990年、4thアルバム『ベター・オフ・デッド - Better Off Dead - 』をリリース。スタジオのエンジニアの就任のためマイケルが脱退し、当時21歳の無名の新人アンディ・ブリングスが新ギタリストとして加入。
- 1991年、初来日。
- 1992年、5thアルバム『タッピング・ザ・ヴェイン - Tapping The Vein - 』をリリース。本アルバムではトムのグロウルがフィーチャーされ、よりデスメタルの要素が強いサウンドとなる。その後アルコール依存症とテクニック不足を理由にクリスが解雇され、元リヴィング・デスのアトミック・シュタイフが新ドラマーとして加入。
- 1993年、オーストリアの歌手、ウド・ユルゲンスのカヴァー曲を表題にしたミニアルバム『アーバー・ビッテ・ミット・ザーネ - Aber Bitte Mit Sahne - 』をリリース。
- 1994年、6thアルバム『ゲット・ホワット・ユー・ディザーヴ - Get What You Deserve - 』をリリース。本アルバムから8thアルバムまではハードコア・パンクの要素が強いサウンドとなる。本アルバムでは所謂「オーバーダブ」を施さず、ライブ音源のように3人で演奏した音をそのままアルバムに収録している。ライブアルバム『マルーンド・ライヴ - Marooned Live - 』をリリース。アンディが脱退し、ダーク・ストラーリが新ギタリストとして加入。
- 1995年、7thアルバム『マスカレード・イン・ブラッド - Masquerade In Blood - 』をリリース。
- 1996年、ダークがドラッグの使用・売買の容疑で逮捕される。そのため、アルバムに伴うツアーは中止となり、一時活動停止状態に陥る。アトミックが脱退し、ボビー・ショットコウスキ(Ds) とベルネマン(G) が加入。
- 1997年、8thアルバム『ティル・デス・ドゥ・アス・ユナイト - 'Til Death Do Us Unite - 』をリリース。
- 1999年、9thアルバム『コード・レッド - Code Red - 』をリリース。

### 2000年代

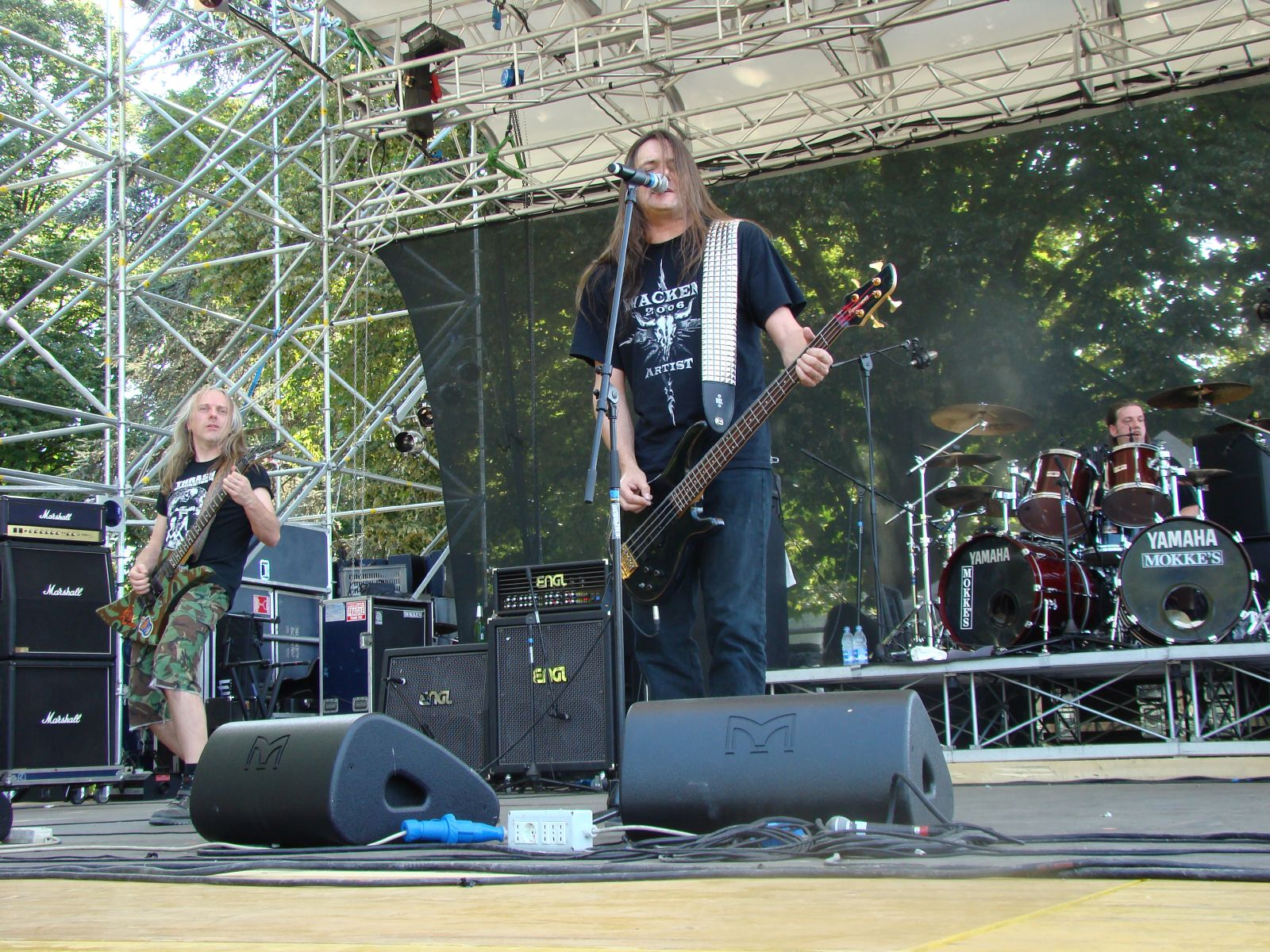
イタリア・フィレンツェ公演 (2007年6月)

- 2001年、10thアルバム『M-16』をリリース。クリーター、デストラクションとともにツアーを行う。
- 2002年、ライブイベント「EXTREME THE DOJO」の第3回目への出演のため、10年ぶり3度目の来日を行う。
- 2003年、バンコクでのライブを収めたアルバム『ワン・ナイト・イン・バンコク - One Night In Bangkok - 』をリリース。
- 2006年、11thアルバム『ソドム - Sodom - 』をリリース。9月に「THRASH DOMINATION 06」のため来日し、デス・エンジェル、オンスロート、ドラゴンロードと共演する。
- 2007年、デビューEP『イン・ザ・サイン・オブ・イーヴル』に当時の未発表曲を加え、発表当時のメンバーで再録した12thアルバム『ファイナル・サイン・オブ・イーヴィル - Final Sign Of Evil』をリリース。クリスにとっては遺作の一つになる。
- 2008年、9月7日に元メンバーのクリスが43歳で死去。死因は肝不全。

### 2010年代
- 2010年にドラマーのボビーが個人的理由により脱退。10月に後任ドラマーに元DESPAIRのマッカを迎える。11月、13thアルバム『イン・ウォー・アンド・ピーシズ - In War And Pieces』をリリース。ホビーは本アルバムまでの担当となった。

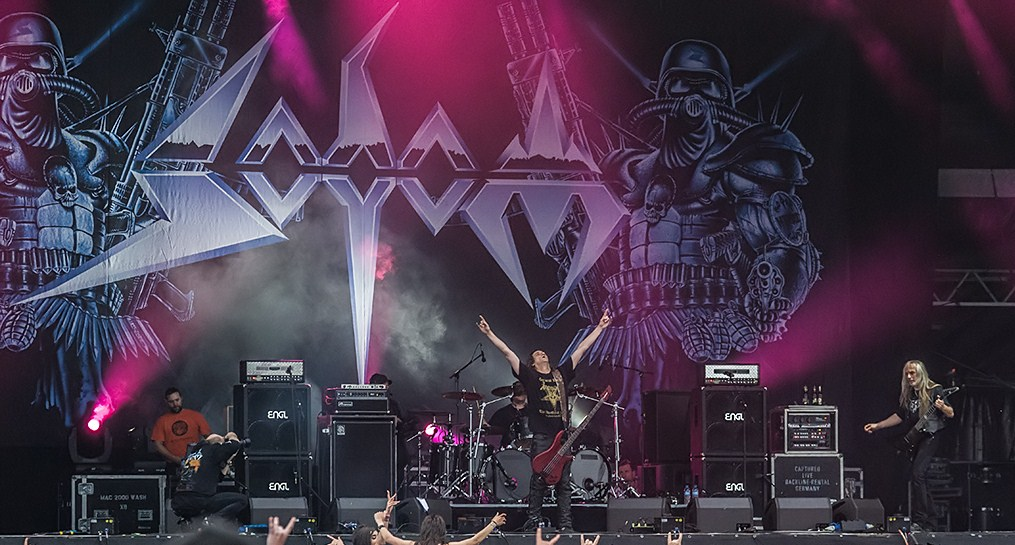
ドイツ・ライプツィヒ公演 (2013年6月)

- 2011年1月13日に元メンバーのダークが死去。死因はオーバードーズ。[4]

- 2013年4月、14thアルバム『エピトミ・オブ・トーチャー - Epitome Of Torture』をリリース。
- 2015年3月、「THRASH DOMINATION 15」にて5度目の来日を果たす。
- 2016年8月、15thアルバム『ディシジョン・デイ - Decision Day』をリリース[5]。
- 2018年1月、ベルネマン(Gt)とマッカ(Ds)が脱退し、全盛期時代の旧メンバー フランク・ブラックファイア(Gt)が29年ぶりに復帰。他2名が新加入し4人編成に移行[6]。同年11月、4人編成として初の新作EP「Partisan」をリリース。脱退した2名は後にバンド「BONDED」を結成。[7]
- 2019年11月、昨年に続く新作EP「Out of the Frontline Trench」を発表し、日本では前作とカップリングした企画盤『アウト・オヴ・ザ・フロントライン・トレンチ + パルチザン』としてリリース[8]。

### 2020年代
- 2020年、ドラマーのステファン・ハスキーが脱退。後任にトニー・メルケルが加入。11月、4人編成初となる16thアルバム『ジェネシス・ナインティーン - Genesis XIX』をリリース[9]。

## メンバー
※2021年5月時点

### 現ラインナップ
- トム・エンジェルリッパー (Tom Angelripper、本名:Thomas Such) - ボーカル/ベース (1981- )
- フランク・ブラックファイア (Frank Blackfire、本名:Frank Gosdzik) - ギター (1986-1989, 2018- )
- ヨルク・セガッツ (Yorck Segatz) - ギター (2018– )
- トニー・メルケル (Toni Merkel) - ドラムス (2020- )

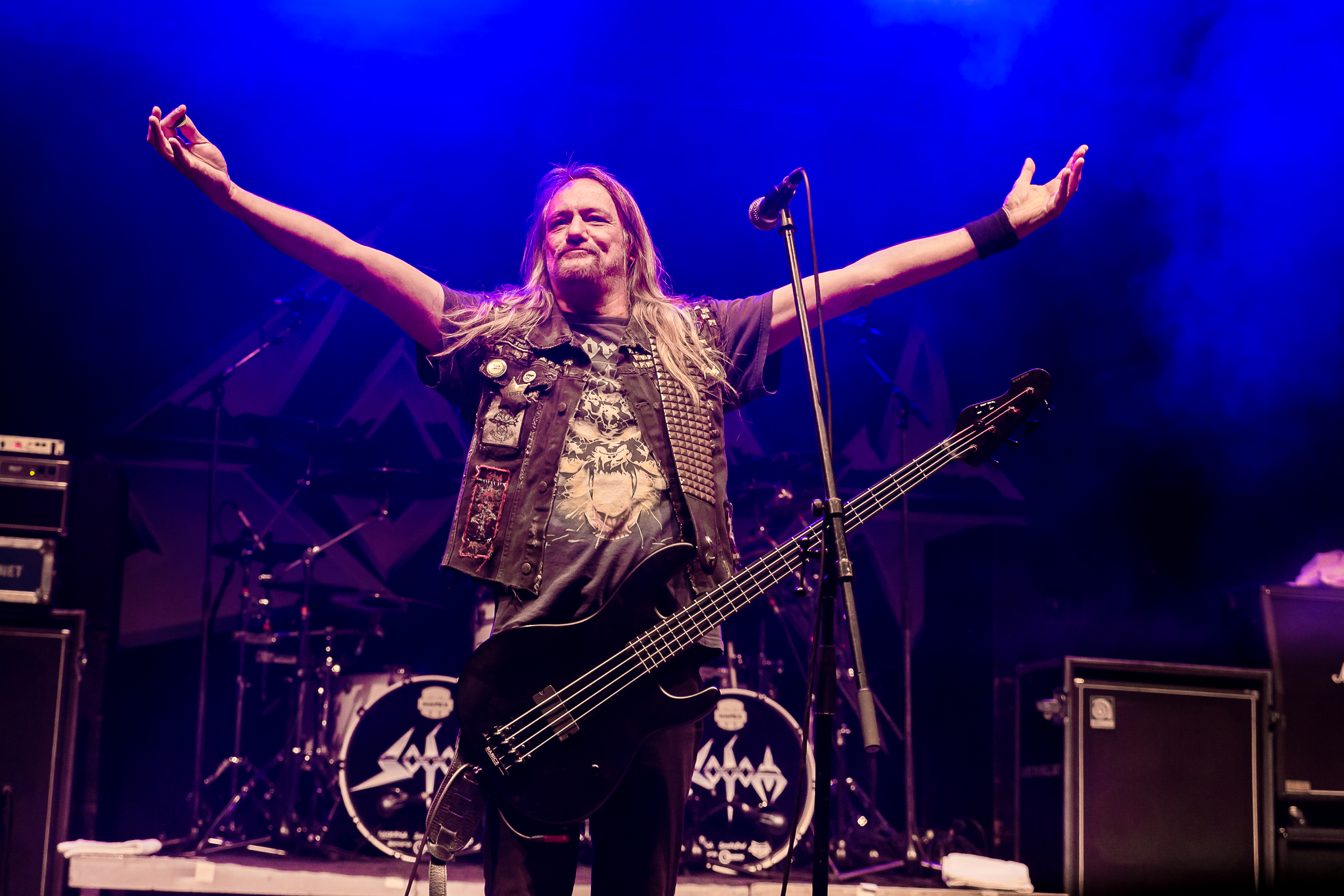
トム・エンジェルリッパー(Vo/B) 2022年
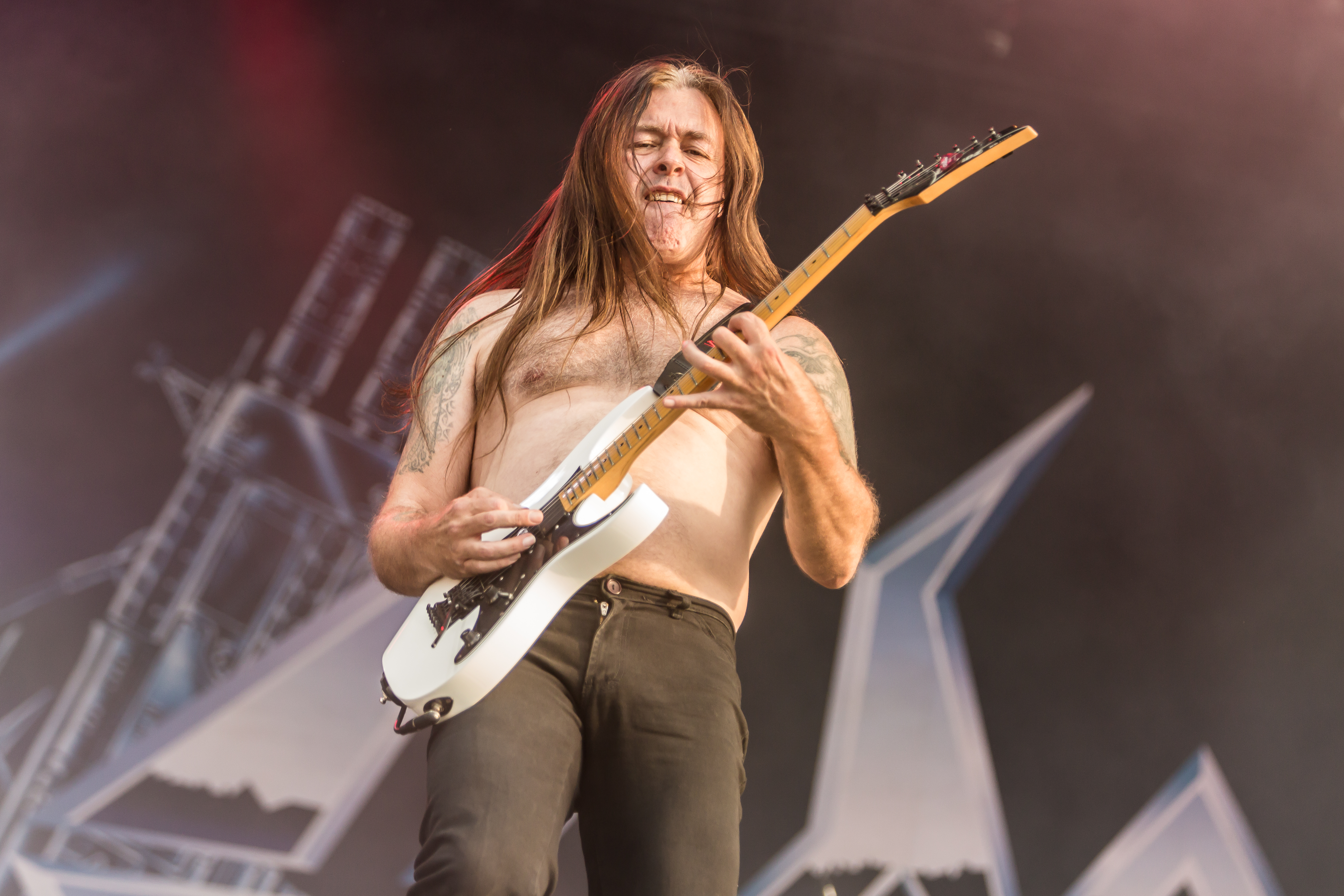
フランク・ブラックファイア(G) 2018年
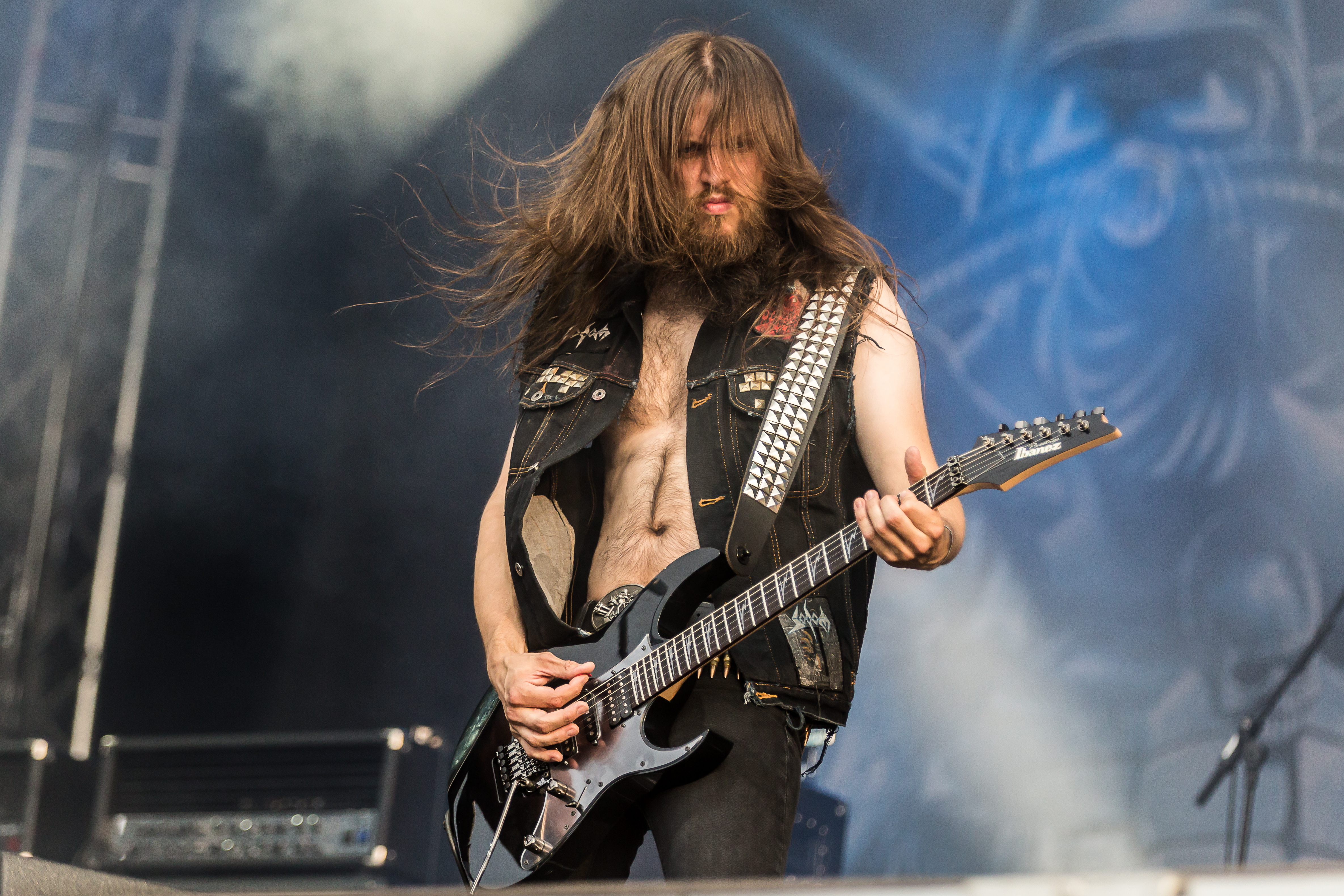
ヨルク・セガッツ(G) 2018年
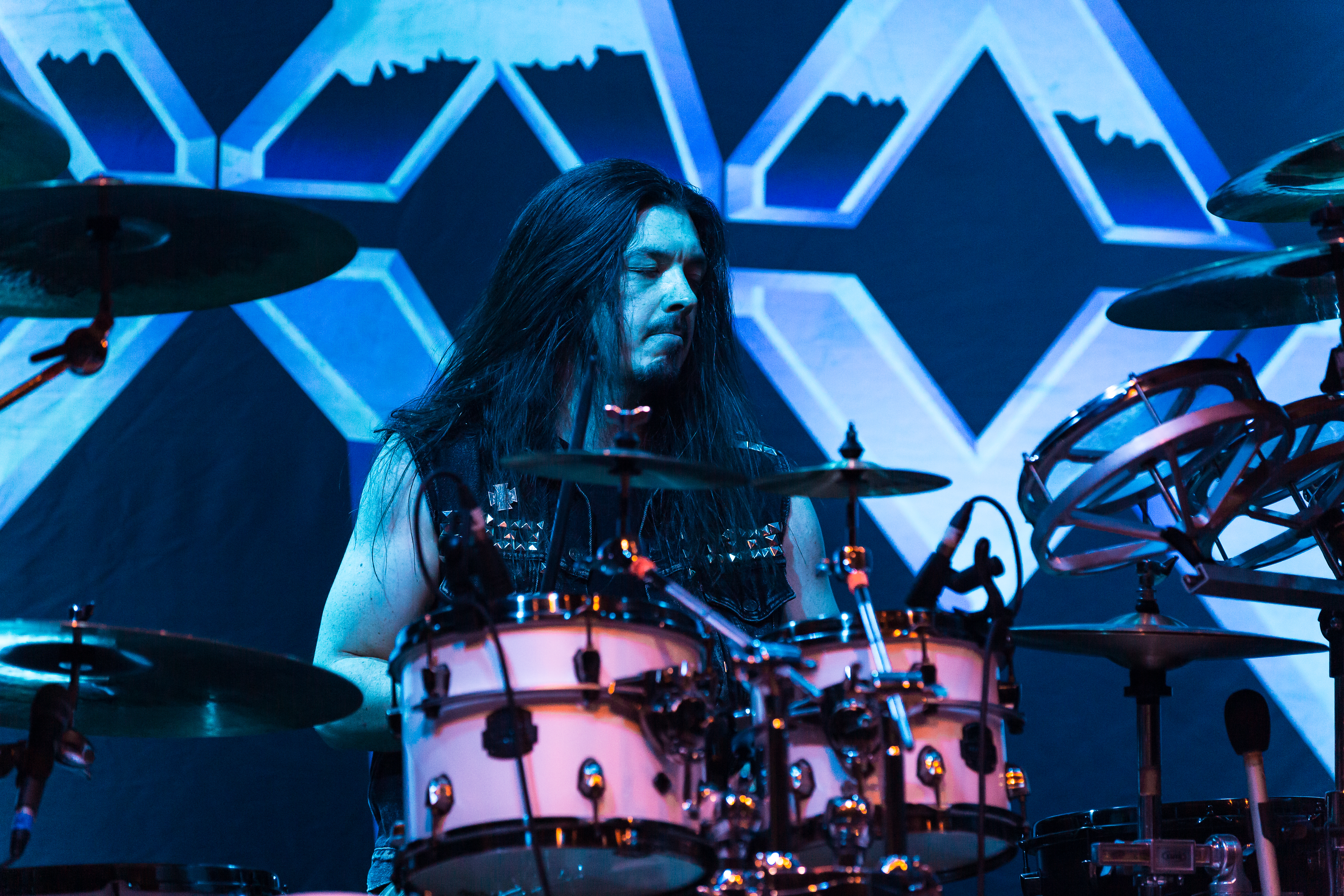
トニー・メルケル(Dr) 2022年

### 旧メンバー
ギター
- アグレッサー (Aggressor、本名:Frank Testegen) (1981-1984)
- グレイヴ・ヴァイオレイター (Grave Violator、本名:Pepi Dominic) (1984-1985, 2007)
- デストラクター (Destructor、本名:Michael Wulf) (1985 - 1986)　♱RIP.1993年
- ミヒャエル・ホフマン (Michael Hoffman) (1990)
- アンディ・ブリングス (Andy Brings) (1991-1995)
- ダーク・ストラーリ (Dirk Strahlimeier) (1995-1996)　♱RIP.2011年
- ベルネマン (Bernemann、本名:Bernd Kost) (1996-2018)

ドラムス
- ライナー・フォッケ (Rainer Focke) (1981)
- クリス・ウィッチハンター (Chris Witchhunter、本名:Christian Dudeck) (1982-1993, 2007)　♱RIP.2008年9月7日
- アトミック・シュタイフ (Atomic Steif、本名:Guido Richter) (1993-1996)
- ボビー・ショットコウスキ (Bobby Schottkowski) (1996-2010)
- マッカ (Markus "Makka" Freiwald) (2010-2018)
- ステファン・ハスキー (Stefan "Husky" Hüskens) (2018-2020)

## ディスコグラフィ

### スタジオアルバム
- 『オブセスド・バイ・クルエルティ』- Obsessed By Cruelty (1986年)
- 『パーセキューション・マニア』- Persecution Mania (1987年)
- 『エージェント・オレンジ - Agent Orange (1989年)
- 『ベター・オフ・デッド』- Better Off Dead (1990年)
- 『タッピング・ザ・ヴェイン』- Tapping The Vein (1992年)
- 『ゲット・ホワット・ユー・ディザーヴ』- Get What You Deserve (1994年)
- 『マスカレード・イン・ブラッド』- Masquerade in Blood (1995年)
- 『ティル・デス・ドゥ・アス・ユナイト』- 'Til Death Do Us Unite (1997年)
- 『コード・レッド』- Code Red (1999年)
- 『M-16』- M-16 (2001年)
- 『ソドム』- Sodom (2006年)
- 『ザ・ファイナル・サイン・オブ・イーヴル』- The Final Sign of Evil (2007年)
- 『イン・ウォー・アンド・ピーシズ』- In War And Pieces (2010年)
- 『エピトミ・オブ・トーチャー』- Epitome of Torture (2013年)
- 『ディシジョン・デイ』- Decision Day (2016年)
- 『ジェネシス・ナインティーン』- Genesis XIX (2020年)

### ライブアルバム
- 『モータル・ウェイ・オブ・ライヴ』- Mortal Way of Live (1988年)
- 『マルーンド・ライヴ』- Marooned Live (1994年)
- 『ワン・ナイト・イン・バンコク』- One Night in Bangkok (2003年)

### EP他
- Witching Metal (Demo)  (1983年)
- Victims of Death (Demo)  (1984年)
- 『イン・ザ・サイン・オブ・イーヴィル』- In The Sign Of Evil (1984年)
- 『エクスパース・オブ・ソドミィ』- Expurse Of Sodomy (1987年)
- 『オウスゲボム』- Ausgebombt (1989年)
- 『ザ・ソウ・イズ・ザ・ロウ』- The Saw Is the Law (1991年)
- 『アーバー・ビッテ・ミット・ザーネ』- Aber Bitte mit Sahne (1993年)
- Sacred Warpath (2014年)
- Partisan (2018年)
- Out of the Frontline Trench (2019年)
  - 『アウト・オヴ・ザ・フロントライン・トレンチ + パルチザン』(2019年) - 日本独自企画

### コンピレーション
- 『テン・ブラック・イヤーズ』- Ten Black Years (1996年)
- 30 Years Sodomized: 1982–2012 (2012年)

### DVD
- Lords Of Depravity Part1 (2005年)